# كور سار
كور سار (بالفرنسية: Kor Sarr)‏ هو لاعب كرة قدم سنغالي في مركز الهجوم، ولد في 13 ديسمبر 1975 في بيكين ‏ في السنغال، وتوفي في 18 فبراير 2019 في فيلجويف في فرنسا. لعب مع ستاد ماليرب كان ونادي أنغوليم ونادي بوفيه.

## وصلات خارجية
- كور سار على موقع قاعدة بيانات كرة القدم.إي يو (الإنجليزية)